# Basilica di San Lorenzo fuori le mura

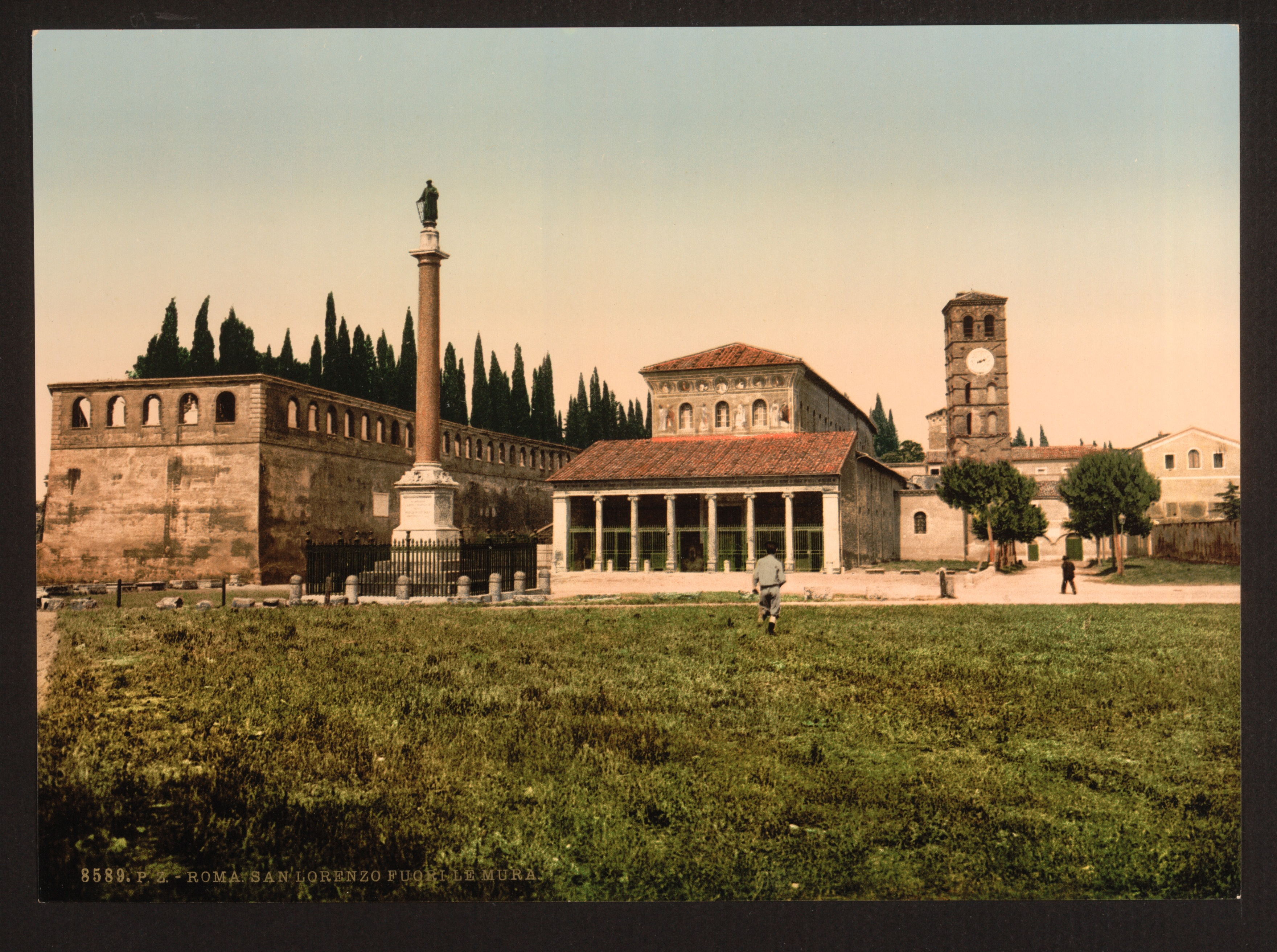
San Lorenzo tra il 1890 e il 1900

Facciata e portico della Basilica prima del bombardamento del 1943

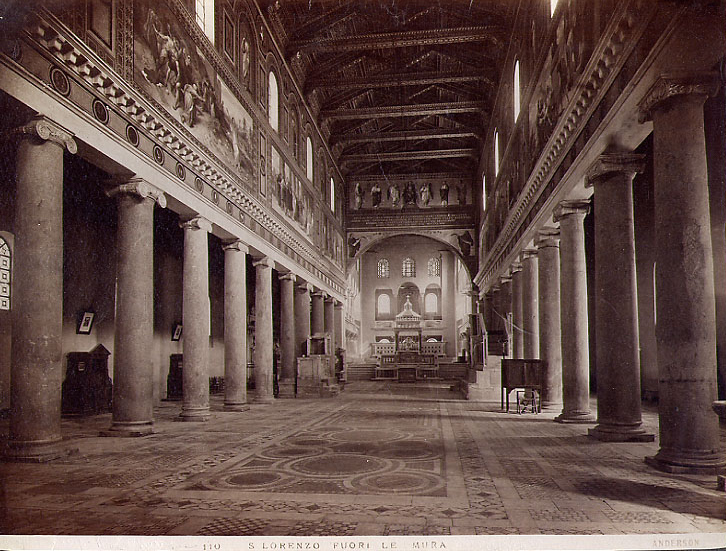
Interno della basilica prima del bombardamento del 1943

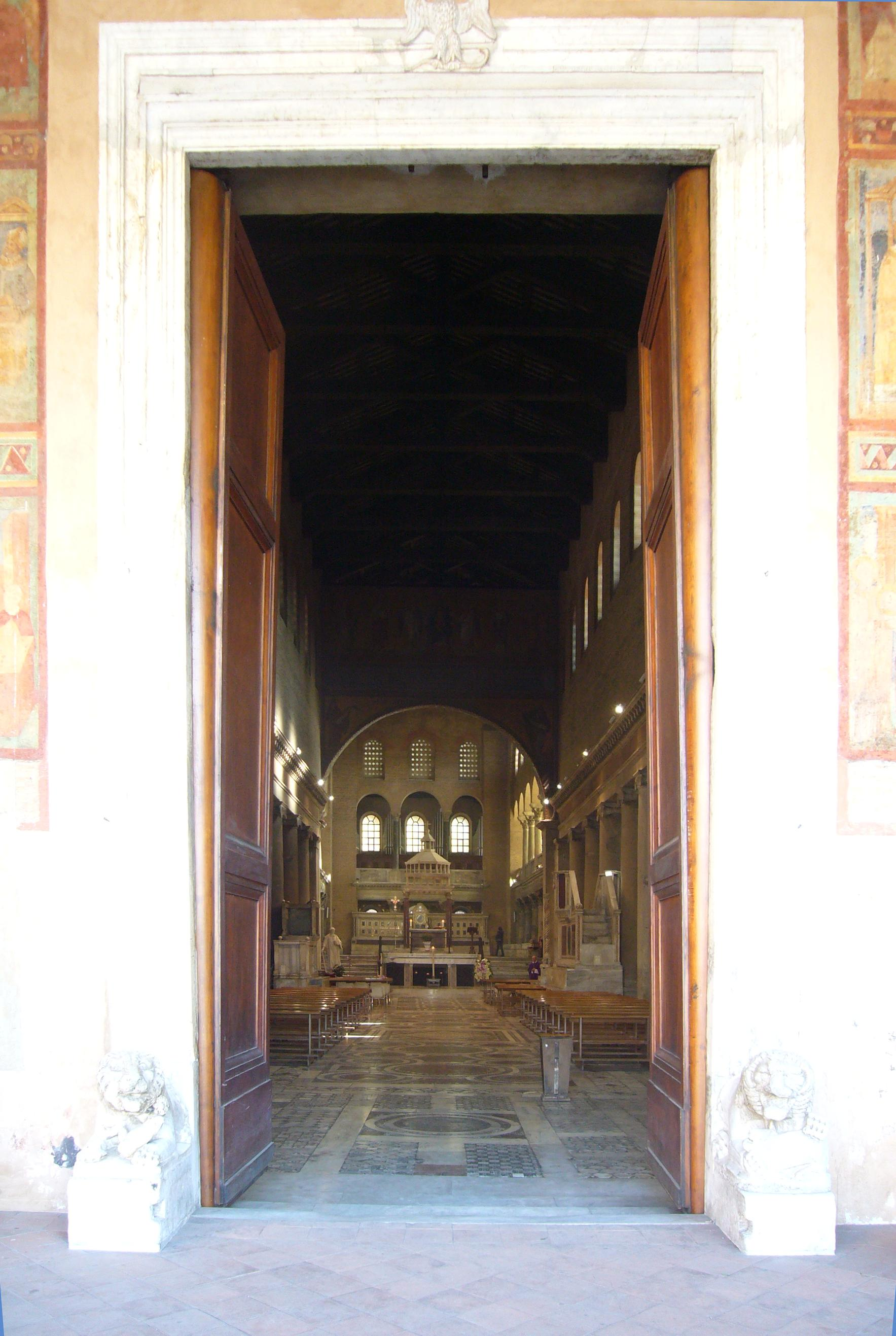
Ingresso alla basilica restaurata

La basilica di San Lorenzo fuori le mura (detta anche San Lorenzo al Verano) è una chiesa di Roma, una delle Sette chiese, situata all'inizio del tratto extraurbano della via Tiburtina. Nel XIX secolo fu costruito accanto alla basilica il primo cimitero comunale di Roma, quello del Verano.
La basilica ospita la tomba di san Lorenzo (arcidiacono, martirizzato nel 258), dello statista Alcide De Gasperi e di cinque papi: san Zosimo, san Sisto III, sant'Ilario, Damaso II e beato Pio IX.

## Storia
La primitiva basilica (Basilica maior) fu eretta nel IV secolo dall'imperatore Costantino I vicino alla tomba del martire Lorenzo, come altre basiliche cimiteriali della stessa epoca (San Sebastiano sulla via Appia, Sant'Agnese fuori le mura, Santi Marcellino e Pietro, presso Torpignattara). Proprio sopra la tomba fu contemporaneamente costruito un piccolo oratorio.
L'oratorio fu rimpiazzato da una nuova chiesa all'epoca di papa Pelagio II (579-590). Per un certo periodo coesistettero dunque la Basilica maior costantiniana, che in un momento imprecisato fu dedicata alla Madonna, e una "basilica minore", pelagiana. Tra il IX e il XII secolo, tuttavia, la basilica costantiniana fu probabilmente abbandonata.
Papa Onorio III, in occasione forse dell'incoronazione di Pietro II di Courtenay come imperatore latino di Costantinopoli, nel 1217, iniziò grandi lavori di ampliamento della basilica di Pelagio II: la chiesa fu prolungata verso ovest, abbattendo la vecchia abside, l'orientamento fu ribaltato e la vecchia basilica divenne il presbiterio rialzato della nuova chiesa, che presenta ancora oggi un pavimento più alto nella navata centrale.
La nuova basilica era decorata da affreschi che illustravano la vita di san Lorenzo e di santo Stefano, il primo martire cristiano, sepolto sotto l'altare maggiore insieme al santo titolare della chiesa.
La basilica di San Lorenzo fuori le Mura fu sede del patriarca latino di Gerusalemme dal 1374 al 1847, anno in cui Papa Pio IX ripristinò la sede a Gerusalemme.
La chiesa subì trasformazioni nel periodo barocco, ma le aggiunte furono eliminate con il restauro dell'architetto Virginio Vespignani tra il 1855 e il 1864. Il 19 luglio 1943, durante la seconda guerra mondiale, la chiesa fu gravemente colpita durante il primo bombardamento alleato su Roma. Dopo la distruzione bellica, la basilica fu ricostruita e restaurata con il materiale originale: i restauri, terminati nel 1948, permisero l'eliminazione di strutture aggiunte nel XIX secolo, tuttavia gli antichi affreschi della parte superiore della facciata erano irrimediabilmente perduti.
Nel 1957 furono effettuati saggi di scavo in corrispondenza del muro del cimitero del Verano: le indagini permisero di riconoscere i resti della basilica costantiniana: un grande edificio a circo, a tre navate separate da colonne. 
Scavi effettuati sotto la basilica hanno portato alla luce numerosi ambienti e cripte.
La chiesa è amministrata da frati cappuccini, ed è sede di parrocchia, istituita il 4 luglio 1709 con il decreto del cardinale vicario Gaspare Carpegna “De cuiuslibet statuta”. La parrocchia fu affidata in origine ai Canonici Regolari Lateranensi, ma nel 1855 passò ai cappuccini.
Tradizionalmente inclusa tra le basiliche patriarcali, dal 2006, a seguito dell'eliminazione del titolo di Patriarca d'Occidente dall'Annuario romano, si suole preferire il titolo di basilica papale; tuttavia per le chiese di Roma si tende a limitare tale qualifica alle quattro basiliche maggiori.
Il titolo di Abate di San Lorenzo spetta al vicegerente del vicario della diocesi di Roma.

## Descrizione

### Esterno
La chiesa è preceduta da un piazzale, voluto da papa Pio IX, ove si trova una colonna sormontata dalla statua bronzea raffigurante San Lorenzo, opera di Stefano Galletti del 1865. Affiancano la chiesa il monastero ed il campanile in stile romanico (XII secolo).

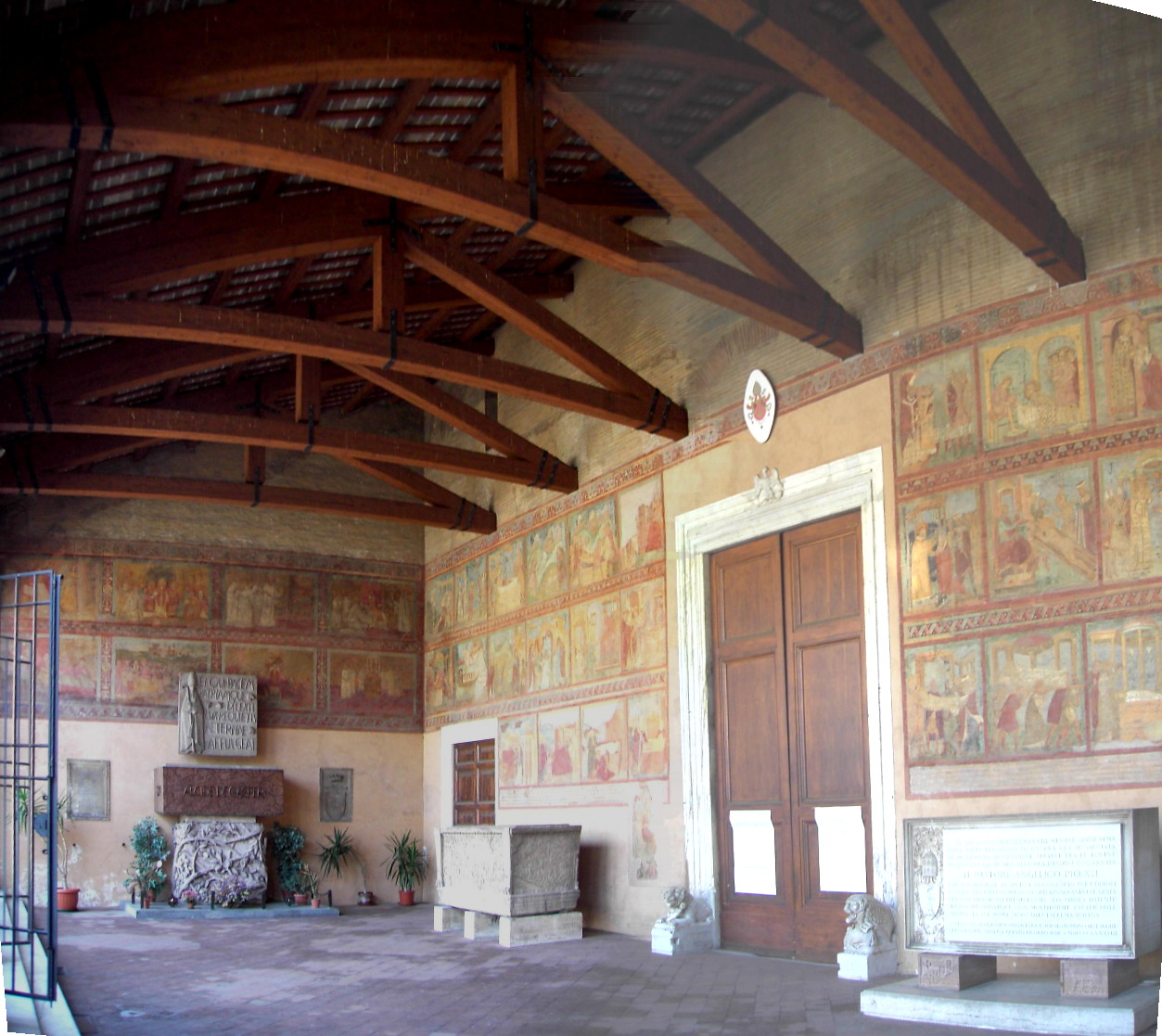
Interno del portico

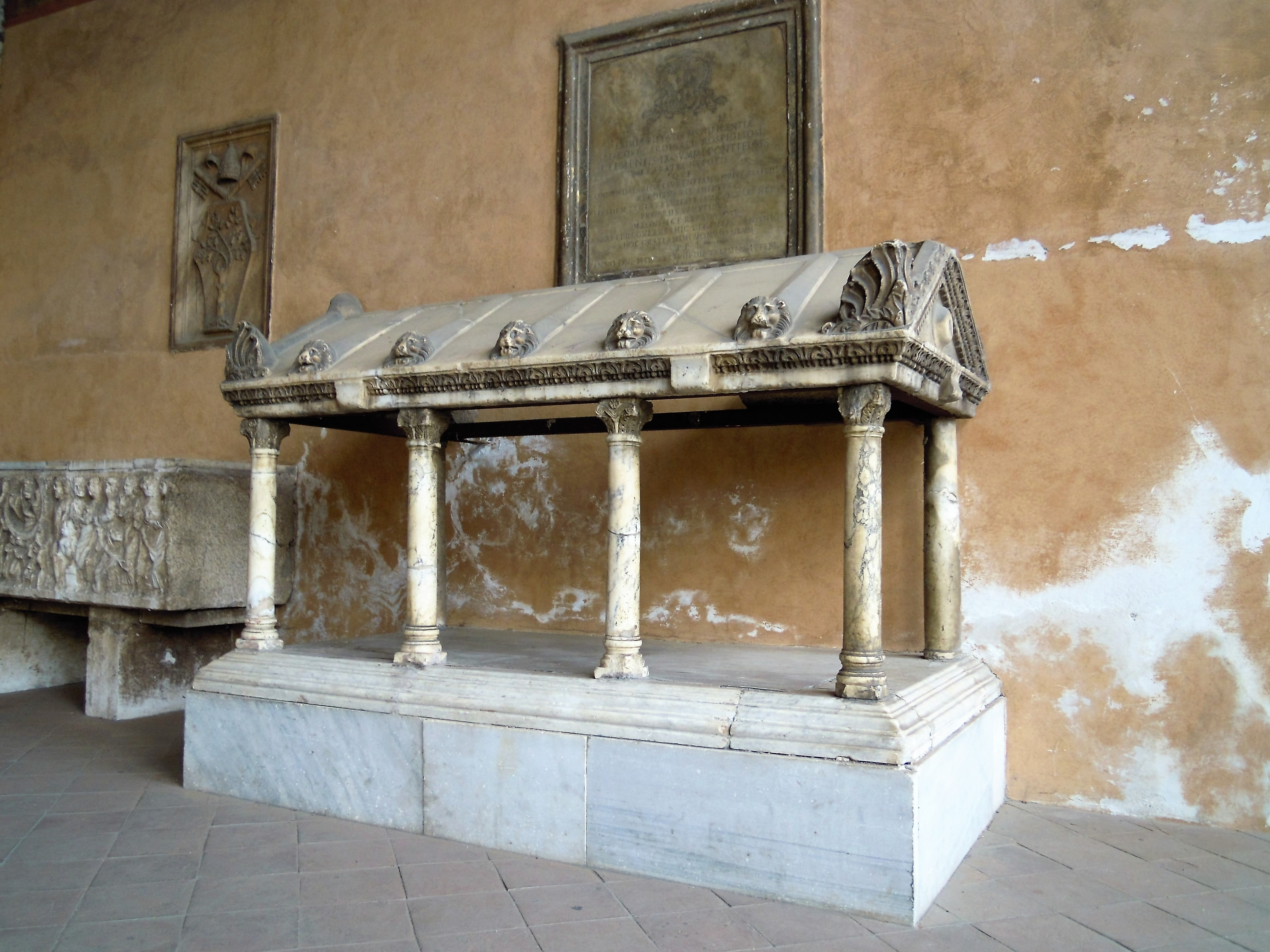
Portico: monumento funebre a tegurio su colonnine

La facciata, in laterizio con tre finestre, è stata ricostruita dopo i bombardamenti del 1943. Essa era interamente ricoperta di mosaici, andati per la maggior parte perduti: sono rimasti alcuni frammenti, che riproducono Cristo Agnello e la Presentazione di Pietro di Courtenay a san Lorenzo.
Precede la facciata un portico, risalente al XIII secolo, sostenuto da sei colonne di spoglio con capitelli medievali ionici. Sotto il portico sono conservati alcuni sarcofagi; gli affreschi delle pareti, dello stesso periodo del portico, rappresentano storie tratte dalla Vita di san Lorenzo e dalla Vita di santo Stefano protomartire, e miracoli attribuiti ai due santi dopo la morte. Nella parete di sinistra è collocato il monumento funebre ad Alcide De Gasperi, opera di Giacomo Manzù. Il portale d'ingresso alla basilica è affiancato da due statue marmoree raffiguranti leoni, di epoca medievale. Infine, una lapide ricorda la visita di papa Pio XII il 19 luglio 1943, dopo il bombardamento americano sul quartiere San Lorenzo.

### Interno
La basilica è a tre navate, ed è composta dalle due basiliche costruite in epoca diversa, contigue ma non coassiali tra loro: quella pelagiana (VI secolo), rialzata e trasformata in presbiterio; e quella onoriana (XIII secolo), che costituisce il corpus principale dell'edificio.

#### Basilica onoriana

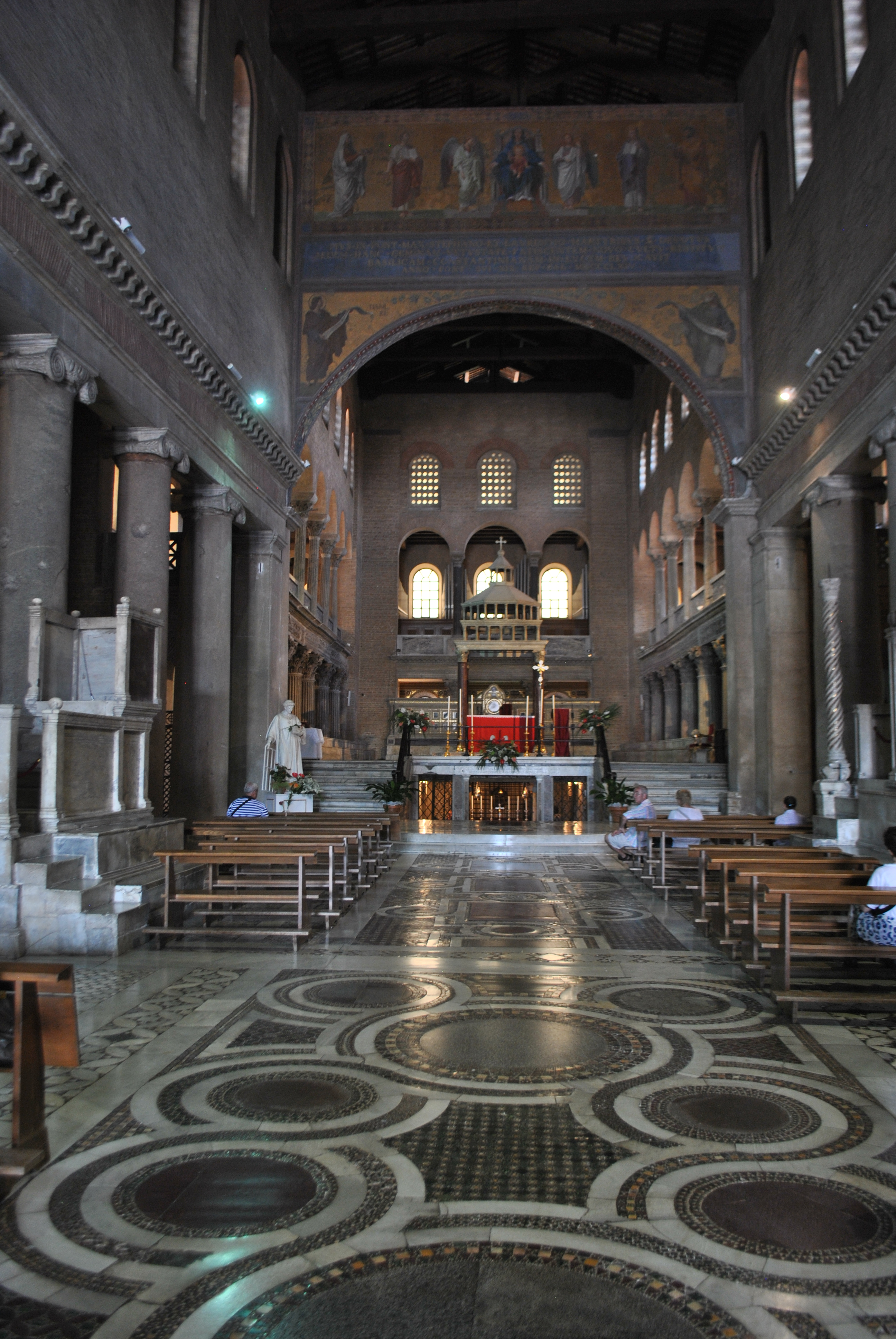
Interno

La basilica fatta costruire da papa Onorio III è a tre navate separate tra loro da 22 colonne di diverso formato e fattura. Si ipotizza che le colonne, assieme alle loro basi e alla trabeazione, provengano dall'antica basilica costantiniana.
Nella controfacciata è posto il monumento funebre del cardinale Guglielmo Fieschi, composto da un sarcofago del III secolo e da un baldacchino cosmatesco. Sempre dei Cosmati è il pavimento e i due amboni nei pressi dell'altare maggiore: accanto all'ambone di destra è un  candelabro, sostenuto da due leoni e decorato a mosaico. La navata centrale era stata interamente affrescata nell'Ottocento da Cesare Fracassini: i restauri eseguiti dopo gli eventi bellici hanno conservato solo due affreschi, nella controfacciata e nell'arco trionfale (quello rivolto verso la basilica onoriana). La navata termina con l'altare detto della confessione, in posizione rialzata.
Nella navata di destra vi sono resti di affreschi medievali raffiguranti Santi e una Madonna col bambino. La navata termina con la cappella di San Tarcisio, realizzata da Virginio Vespignani: in essa è conservata una tela di Emilio Savonanzi (1619), con la raffigurazione della sepoltura di San Lorenzo. La navata di sinistra, priva di opere pittoriche, termina con la "cappella sotterranea di Santa Ciriaca", decorata nel XVII secolo: qui si trovano due monumenti funebri realizzati su disegno di Pietro da Cortona.
Dalla cappella di San Tarcisio, e dell'adiacente sagrestia, si accede al chiostro della fine del XII secolo, da cui, a sua volta, si scende nella catacomba di San Lorenzo.

#### Basilica pelagiana

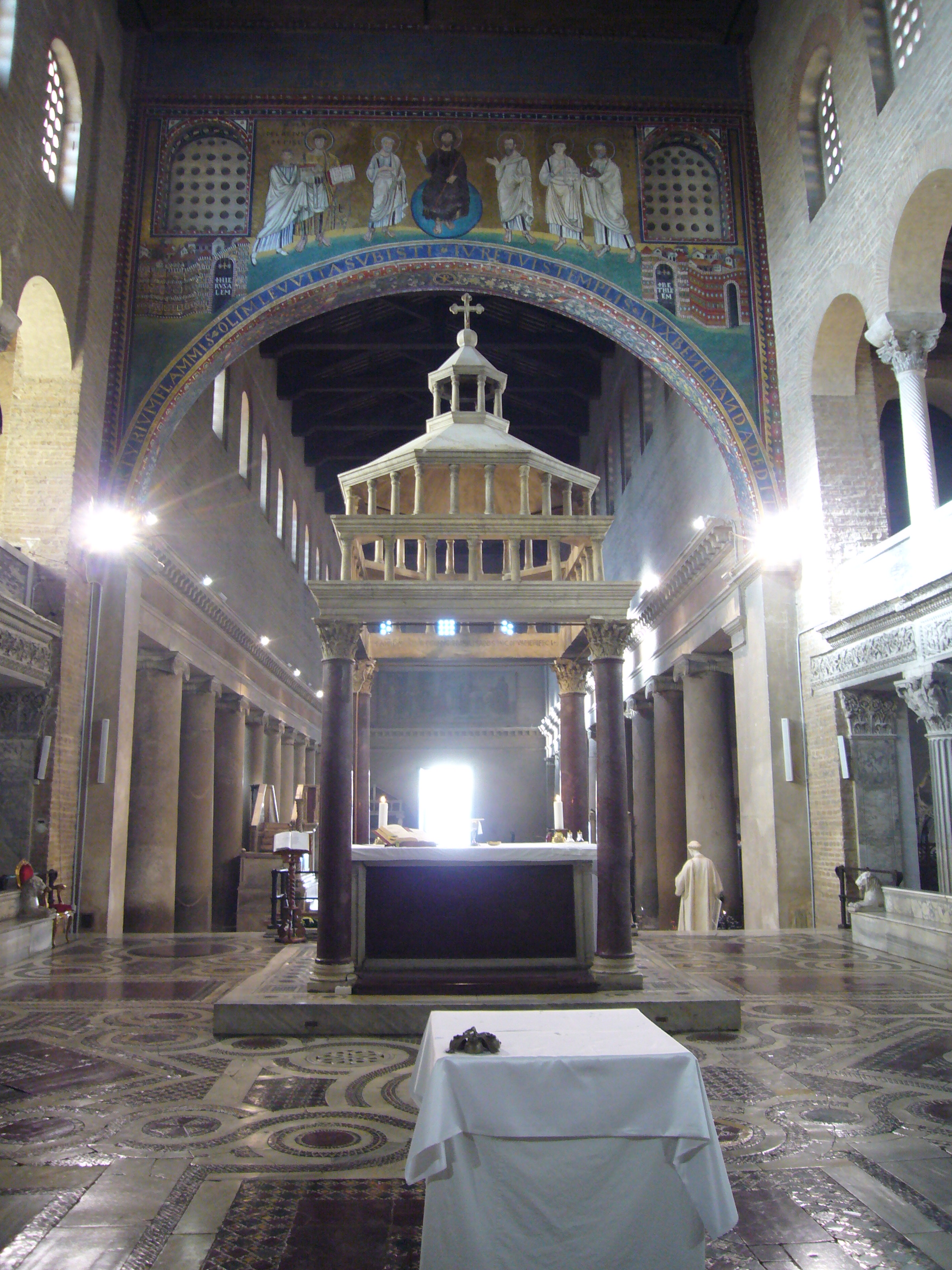
Interno della basilica pelagiana verso l'arco trionfale, con il ciborio

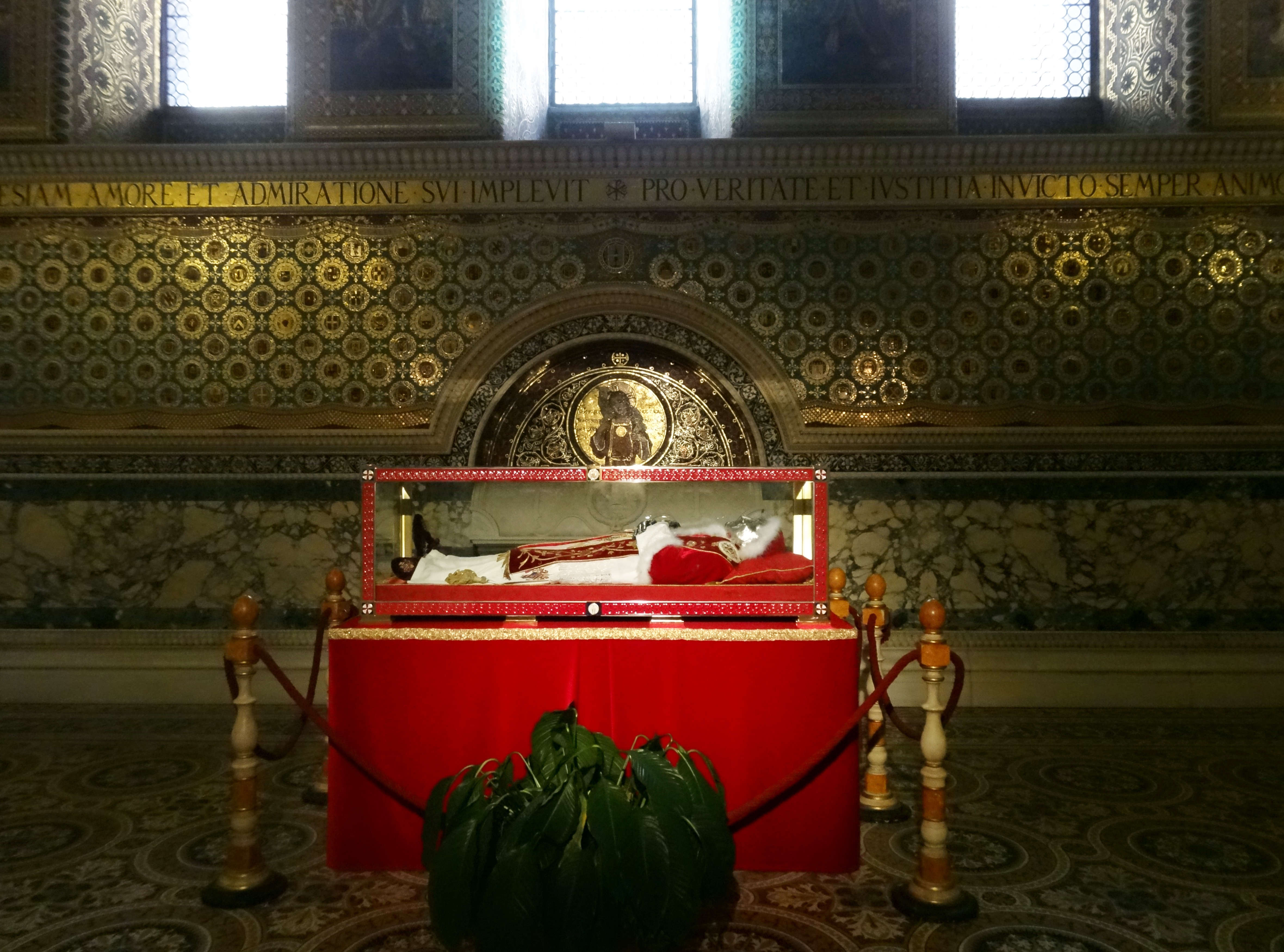
La tomba di papa Pio IX

L'ampio presbiterio corrisponde alla navata centrale all'antica basilica fatta costruire da papa Pelagio II: esso è in posizione rialzata e vi si accede attraverso due rampe di scale. Al di sotto vi è la cripta (IV secolo), da cui è possibile venerare le tombe dei santi Lorenzo e Stefano protomartire. Nell'arco trionfale, rivolto verso la basilica pelagiana, vi sono mosaici del VI secolo raffiguranti Gesù tra santi e papa Pelagio.
Il pavimento cosmatesco, così come il suo innalzamento, è dovuto ai lavori fatti eseguire da papa Onorio. Il ciborio, opera dei Cosmati, risale al 1148, ed è composto da quattro colonne di porfido sormontate da una copertura a piramide. In fondo al presbiterio è la sede episcopale del 1254, decorata con mosaici. Dietro la sede è la "cappella di Pio IX", opera di Raffaele Cattaneo della fine del XIX secolo, con mosaici che ritraggono momenti della sua vita: questa cappella era, in origine, il nartece della basilica pelagiana.
Le navate laterali del presbiterio sono sormontate da un matroneo, e sono inquadrate da 10 colonne, con capitelli corinzi e trabeazioni di reimpiego

### L'organo
Sul matroneo della parete di fondo della basilica pelagiana si trova l'organo a canne, costruito nel 1958 dai fratelli Ruffatti (probabilmente) in sostituzione dell'organo precedente - databile 1860 ad opera della famiglia Priori - distrutto durante il bombardamento del 19 luglio 1943. Si parla in termini di probabilità perché - da un'analisi più recente di materiale fotografico (2019) - sembrerebbe che, prima del bombardamento, fosse già collocato sul matroneo un organo "riformato" (secondo quei canoni genericamente detti "ceciliani"). Ritornando all'organo di Ruffatti, si parla, in sostanza, di uno strumento la cui consolle era (ed è) costituita da due manuali da 61 note e da una pedaliera concavo-radiale da 32 note. Nel 1981, lo strumento venne revisionato dall'organaro Alvaro Vercelli, il quale spostò la consolle dal matroneo al presbiterio e sostituì il registro Gamba 8' del Grand'Organo (primo Manuale) con la XIX 1.1/3' e il registro Salicionale 8' del secondo Manuale con il Piccolo 1', allo scopo di "barocchizzare" uno strumento ricco di registri da 8 piedi reali e con una presenza significativa di violeggianti (una disposizione perfettamente in linea con i principi ceciliani per una riforma dell'organo italiano di cui si faceva riferimento poc'anzi). Nel 1992, la consolle venne ricollocata nella sua posizione originaria (al centro del matroneo). Nel 2019, l'organo è stato restaurato dalle maestranze della "Bottega Organara Dell'Orto e Lanzini". L'opera - resa possibile grazie all'interessamento di padre Armando Ambrosi (parroco di San Lorenzo) - era stata considerata necessaria già da diversi anni per via del pessimo stato in cui versava lo strumento. Sull'organo - pressoché invariato dal punto di vista della sua configurazione (eccetto che per la consolle, ripristinata necessariamente con l'uso di materiali tecnologici di ultima generazione) - sono stati aggiunti due nuovi registri al pedale: il Basso acustico 32' e laTromba 8'. Inoltre, sono stati aggiunti in consolle: il sequencer, il traspositore e un comando per l'inserimento delle Unioni a cascata.